# Vairon ligérien
Phoxinus fayollarum
Espèce
Statut de conservation UICN

 NE : Non évalué
Le Vairon ligérien (Phoxinus fayollarum) est une espèce de poissons d'eau douce et saumâtre actinoptérygiens de la famille des Leuciscidae.

## Description
Ce vairon peut mesurer 73,6 mm de long en longueur standard (SL).

## Répartition
Ce poisson d'eau douce est originellement endémique du bassin de la Loire et de la Sèvre Niortaise, en France,.
Il a été introduit dans les bassins de la Garonne et du Rhône, également en France,.

## Taxonomie

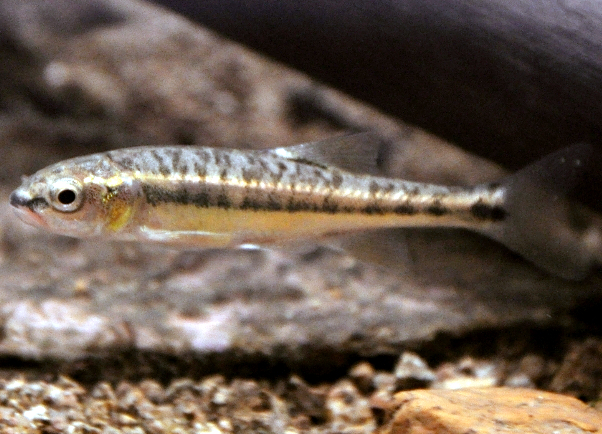
Le Vairon ligérien a été distingué en 2020 du Vairon commun, ici photographié.

L'espèce a été décrite en 2020 par les biologistes Gaël P. J. Denys (d), Agnès Dettaï (d), Henri Persat (d), Piotr Daszkiewicz (d), Mélyne Hautecœur et Philippe Keith (d), en même temps que le Vairon de la Garonne (Phoxinus dragarum).
Le nom vernaculaire attesté en français est « Vairon ligérien », qui est l'adjectif relatif à la Loire,.
Il a été distingué du Vairon commun (P. phoxinus), qui a une aire de répartition plus septentrionale en Europe.

### Étymologie
L'épithète spécifique fayollarum fait référence aux Fayolles, fées du folklore auvergnat, région où se trouve l'amont du bassin de la Loire.

### Publication originale
- (en) Gaël P. J. Denys, Agnès Dettaï, Henri Persat, Piotr Daszkiewicz, Mélyne Hautecœur et Philippe Keith, « Revision of Phoxinus in France with the description of two new species (Teleostei, Leuciscidae) », Cybium, Paris, Société française d'ichtyologie, vol. 44, no 3,‎ octobre 2020, p. 205-237 (DOI 10.26028/cybium/2020-443-003, lire en ligne [PDF], consulté le 7 mai 2024) (protologue).